# ماتياس فاينهاندل
ماتياس فينهاندل (مواليد 1 يونيو 1980) هو لاعب هوكي جليد سويدي سابق محترف، لعب في مركز الجناح الأيمن، وكان آخر فريق لعب له هو لينشوبينغ في الدوري السويدي الممتاز.

## مسيرته
لعب فينهاندل في المركز 78 من قبل نيويورك آيلاندرز في مسودة الدوري الوطني الهوكي لعام 1999. لعب 182 مباراة في مسيرته في الدوري الوطني الهوكي مع آيلندرز ومينيسوتا وايلد، وسجل 19 هدفًا و37 تمريرة حاسمة ليجمع 56 نقطة. تجاوز إصابة خطيرة في عينه في عام 1999 ليكون جزءًا من فريق آيلندرز بعد موسمين.

## مسيرته الرياضية
وقع فينهاندل مع نادي لينشوبينغ في 22 أبريل 2007 على عقد لمدة سنتين بقيمة 7.2 مليون كرونة سويدية، مع خيار التمديد لسنة ثالثة. خلال موسم 2007-2008، استمتع فينهاندل بعودته الناجحة إلى السويد، حيث سجل 35 هدفًا ليفوز بجائزة "هوكان لوب". كما قدم 27 تمريرة حاسمة ليحقق مجموع 62 نقطة، ليحتل المركز الثاني في الدوري بعد زميله في الفريق توني مارتنسون.
جذب فينهاندل انتباه دوري النخبة الروسي في 23 أبريل 2008، أُعلن إعارته إلى دينامو موسكو في دوري الهوكي القاري الروسي لموسم 2008-2009.في اليوم نفسه، وقع أيضًا على تمديد عقده مع لينشوبينغ، ليضمن عودته ويبقى في حوزة النادي حتى عام 2012.
بعد خروج فريق لينشوبينغ المبكر من تصفيات الدوري السويدي الممتاز لعام 2009، بدا أن الفريق سيعيد جميع لاعبيه المُعارين، بما في ذلك وينهاندل. ومع ذلك، أُعلن في 14 أبريل أن وينهاندل سيبقى مع فريق دينامو موسكو في روسيا لموسم آخر.
في 21 أبريل 2012، أُعلن عن عودة وينهاندل إلى لينشوبينغ للعب لمدة عامين إضافيين على الأقل، وهو ما لاقى ترحيبًا كبيرًا من الجماهير.  
وفي 26 أبريل 2014، أعلن فينهاندل رسميًا اعتزاله اللعب بسبب الإصابات.